# König Wilhelm I. (Schiff, 1871)
Die König Wilhelm I. war ein Kombischiff mit 2530 (andere Quellen 2400) BRT.

## Bau und technische Daten
Die König Wilhelm I. wurde 1870 von der Werft Caird & Co. Ltd. im schottischen Greenock für den Norddeutschen Lloyd (NDL) gebaut und war eines der letzten Schiffe der Reederei mit Klipperbug. Nach den bisherigen geografischen Schiffsnamen benannte der NDL seine Schiffe nunmehr auch patriotisch nach Monarchen, Politikern und Generalen. Der Stapellauf fand am 6. Juli 1870 statt, die Ablieferung erfolgte im Februar 1871. Das Schiff war circa 97,1 Meter lang und circa 12,0 Meter breit. Es konnte insgesamt 555 Passagiere befördern, davon 105 in der I. Klasse, 50 in der II. Klasse und 400 im Zwischendeck. Es wurde von einer Zwillingsdampfmaschine mit 950 PSi angetrieben, die dem Schiff eine Geschwindigkeit von 10,0 Knoten verlieh. Die Besatzung bestand aus 79 Mann.

## Geschichte
Das Schiff kam zunächst in der neuen Westindien-Linie des NDLs zum Einsatz und als die Linie 1873 aufgegeben wurde, fuhr es im Nordatlantik zwischen Bremerhaven und New York. Auf der elften Reise strandete die König Wilhelm I. am 26. November 1873 an der holländischen Küste vor Nieuwediep. Bei der zuerst erfolgreichen Bergung riss die Trosse zum Bergungsschiff und ging verloren. An dieser Stelle gab es seitdem bis 1951 als Schifffahrtszeichen einer Gefahrenstelle die Tonne König Wilhelm I.